# Coleoxestia setigera
Coleoxestia setigera es una especie de escarabajo longicornio del género Coleoxestia, tribu Cerambycini, subfamilia Cerambycinae. Fue descrita científicamente por Melzer en 1926.

## Descripción
Mide 26-27 milímetros de longitud.

## Distribución
Se distribuye por Brasil.